# Battus madyes
Espèce
Battus madyes ou Machaon de Madyes est une espèce de lépidoptères (papillons) de la famille des Papilionidae, de la sous-famille des Papilioninae et du genre Battus.

## Dénomination
Battus madyes a été décrit par Edward Doubleday en 1846 sous le nom initial de Papilio zetides.

### Sous-espèces

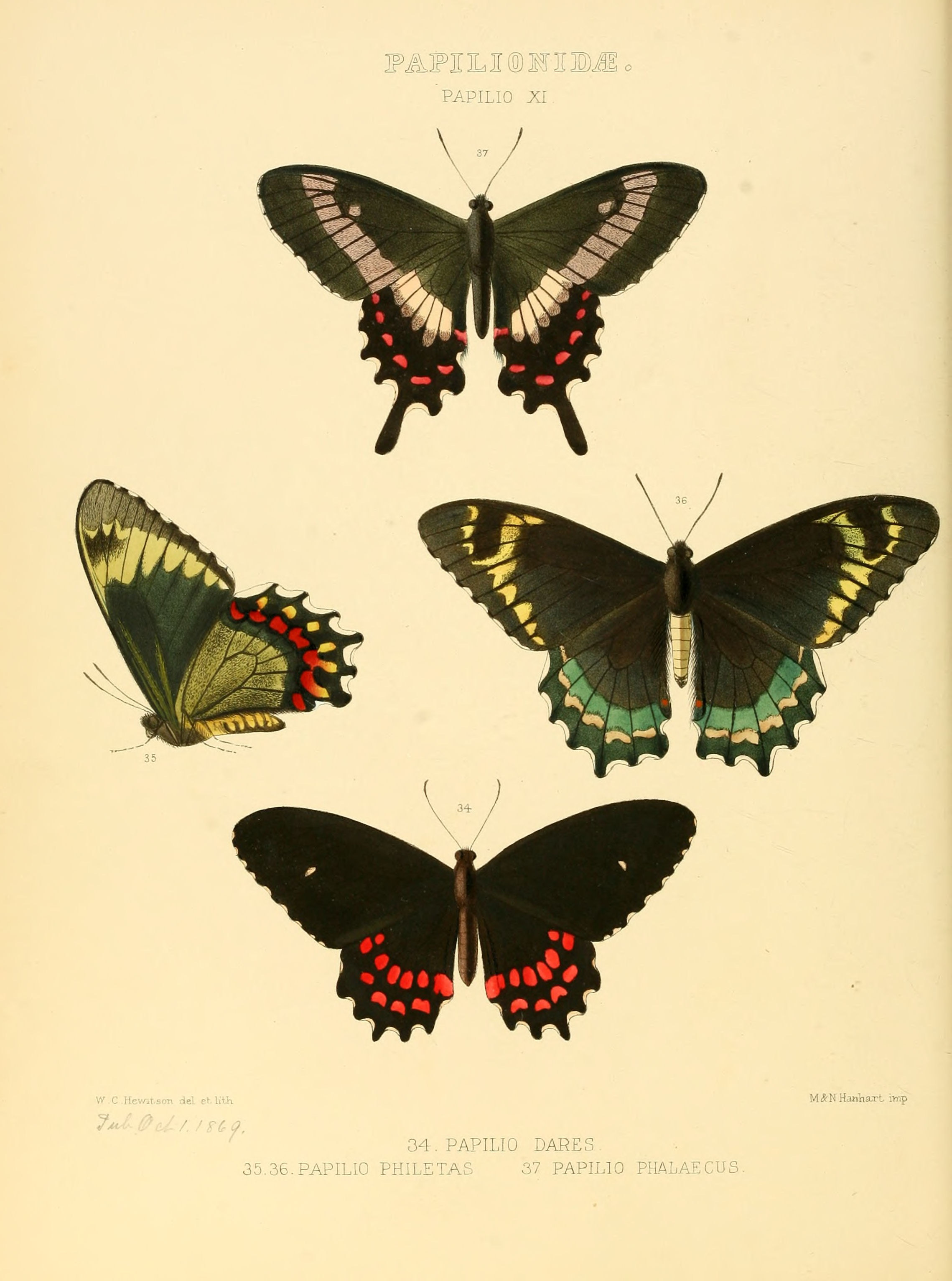
illustration de plusieurs
Battus à gauche, revers de Battus madyes

- Battus madyes madyes; présent en Bolivie.
- Battus madyes adloni (Ehrmann, 1926); présent dans le centre de l'Équateur
- Battus madyes buechei Lamas, 1998; présent dans le centre du Pérou
- Battus madyes callangaensis Möhn, 2001; présent au Pérou
- Battus madyes chlorodamas (Guenée, 1872); présent dans l'est du Pérou
- Battus madyes frankenbachi Möhn, 2001; présent au Pérou
- Battus madyes lojaensis Möhn, 1999; présent dans le sud de l'Équateur
- Battus madyes magnimacula (Joicey & Talbot, 1925); présent dans le nord du  Pérou
- Battus madyes montebanus (Dyar, 1913); présent au Pérou
- Battus madyes philetas (Hewitson, 1869); présent dans le sud de l'Équateur
- Battus madyes plinius (Weymer, 1890); présent dans le nord du Pérou
- Battus madyes tucumanus (Rothschild & Jordan, 1906); présent dans le nord-ouest de l'Argentine

### Noms vernaculaires
Battus madyes se nomme Madyes Swallowtail en anglais.

## Description
Battus madyes est un moyennement grand papillon d'envergure qui varie de 700 mm) à 183 mm) au corps noir à abdomen jaune, au ailes postérieures très festonnées. Le dessus est noir orné d'une ligne submarginale de chevrons jaunes étirés et confluents aux ailes postérieures.
Le revers est très largement suffusé de jaune d'or, dans la partie basale et à l'apex des antérieures, sur toutes les ailes postérieures sauf une large bande marginale marron ornée d'une ligne de points jaunes surmontés d'une ligne submarginale de chevrons rouges.

## Biologie

### Plantes hôtes
Les plantes hôtes de sa chenille sont des Aristoloches.

## Écologie et distribution
Battus madyes est présent dans l'ouest de l'Amérique du Sud, dans les Andes, en Bolivie, au Pérou, en Équateur et en Argentine,.

### Biotope
Battus madyes réside dans les Andes entre 1 000 m et 2 500 m.